# 杰克·爱德华·弗勒利希
杰克·爱德华·弗勒利希 （Jack Edward Froehlich，1921年5月7日—1967年11月）是一位美国航空航天工程师(火箭科学家)。
他就职于美国国家航空航天局下属的喷气推进实验室，在那儿主要负责探险者1号项目。
加利福尼亚理工学院的"杰克·爱德华·弗勒利希纪念奖"以及月球上的弗勒利希环形山就是以他的名字命名的。

## 备注
1. ↑  . Time. February 10, 1958  [2007-07-31]. （原始内容存档于2012-10-19）.
2. ↑  Menzel, D. H.; Minnaert, M.; Levin, B.; Dollfus, A.; Bell, B. . Space Science Reviews. 1971, 12 (2): 136–185. Bibcode:1971SSRv...12..136M. doi:10.1007/BF00171763.
3. ↑  Caltech Prizes and Awards 的存檔，存档日期2009-01-04.